# Forces révolutionnaires internationales de guérilla
Les Forces révolutionnaires internationales de guérilla (anglais : International Revolutionary People’s Guerrilla Forces, IRPGF) était un groupe armé anarchiste actif de 2017 à 2018, lors de la guerre civile syrienne.

## Logos et drapeaux

Logo des IRPGF
Insigne des IRPGF
Drapeau des IRPGF
Drapeau de TQILA

## Histoire

### Affiliations

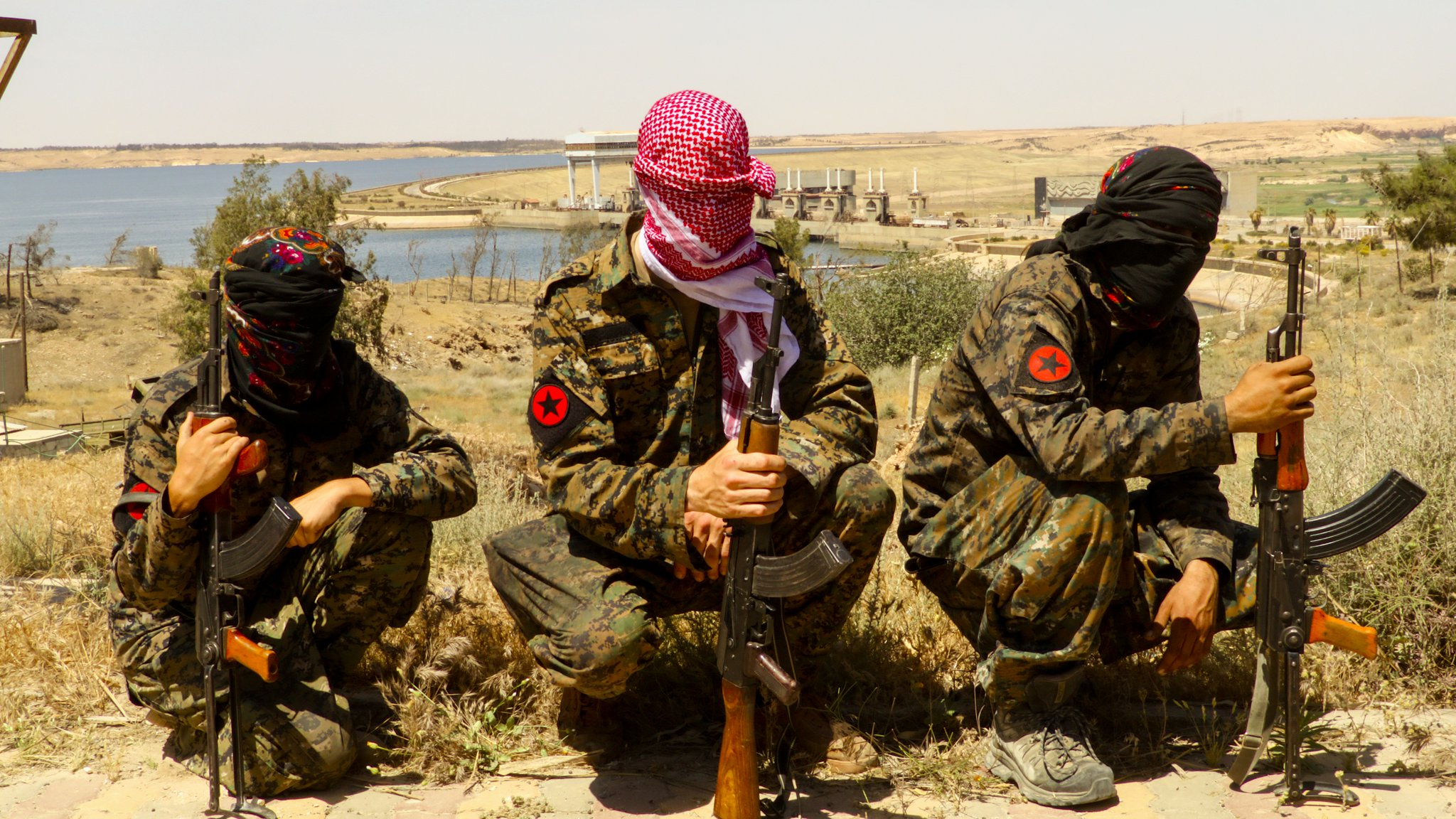
Des combattants des Forces révolutionnaires internationales de guérilla, à Tabqa, le 12 juin 2017.

Fondées en avril 2017 par des volontaires étrangers, les Forces révolutionnaires internationales de guérilla intègrent le Bataillon international de libération, lui-même affilié aux Forces démocratiques syriennes,,.

### Dissolution
Le 24 septembre 2018, le groupe annonce via son compte Twitter qu'il cesse ses activités et se dissout.

## Idéologie
Le groupe est anarchiste. Son objectif est de défendre la « Révolution » menée par le PYD au Rojava lors de la guerre civile syrienne, que cela soit contre l'État islamique, contre la Turquie, ou toute autre force perçue comme une menace. Cependant les membres du groupe indiquent que leur objectif ne se limite pas au Rojava, mais que le but est d'étendre « la cause de l'anarchisme dans le monde ».

## L'Armée de libération et d'insurrection queer
Le 24 juillet 2017, les Forces révolutionnaires internationales de guérilla annoncent la création d'une unité LGBT : l'Armée de libération et d'insurrection queer (en) (TQILA) qui affirme dans un communiqué vouloir « réagir » contre les exactions de l'État islamique envers la communauté queer,. Son porte-parole est Heval Rojhilat. Il s'agit du premier groupe armé homosexuel de l'histoire.
La formation de cette unité est cependant démentie par Mustafa Bali, porte-parole média des Forces démocratiques syriennes : « Nous, dans les Forces démocratiques syriennes, tout en soulignant notre respect profond des droits de l'homme, y compris les droits des homosexuels, nous démentons la formation d'un tel bataillon au sein de nos forces »,,. L'existence de cette unité est également mise en doute par le chercheur Romain Caillet : « Ce n’est ni plus, ni moins que de la propagande pour s’attirer la sympathie des milieux humanistes occidentaux. Seulement deux photos de combattants de cette unité ont été publiées. Pas de témoignage, ni d’éléments concrets. Pour moi, ce n’est que de la mise en scène, ces combattants n’existent pas ».
Cependant selon le témoignage d'un combattant Français des Forces unies de libération (BÖG) recueilli par Vice news, le groupe existe réellement mais ne compte qu'une dizaine de combattants : « C'est un groupe qui fait partie de l'IRPGF, le groupe anarchiste principalement composé d'Occidentaux. Le groupe queer c'est la section queer de l'IRPGF, ils sont vraiment dans Rakka à combattre Daesh. Je les connais. Le problème, c'est que les médias ont dit qu'il s'agissait d'un bataillon queer, alors que ce n'est qu'un sous-groupe. Du coup, un général des SDF [Forces démocratiques syriennes] a démenti l'information. Même s'ils sont les plus progressistes des forces arabes de la région, la culture fait que cela ne passe pas trop. Pourtant, il y a bien une petite dizaine de membres de ce sous-groupe ».